# هول.آي أو
هول.آي أو (بالإنجليزية: Hole.io)‏ هي لعبة فيديو باتل رويال من تطوير ونشر فودو، صدرت في 2018 وتعمل على أجهزة أندرويد وآي أو إس.
فكرة اللعبة هو أن يصنع اللاعب أكبر ثقب أسود بنهاية جولة دقيقتين من خلال السفر حول المنطقة واستهلاك الأشجار والبشر والسيارات والأشياء الأخرى التي تسقط في الثقب الأسود إذا كان حجمها مناسبًا.
وقد حصلت اللعبة على أزيد من 100 مليون عملية تنزيل على جوجل بلاي.